# Monsieur William
 (avril 2017).
Si vous disposez d'ouvrages ou d'articles de référence ou si vous connaissez des sites web de qualité traitant du thème abordé ici, merci de compléter l'article en donnant les références utiles à sa vérifiabilité et en les liant à la section « Notes et références ».
Pistes de Paris canaille
La Chambre
Monsieur William est une chanson caustique de Léo Ferré et Jean-Roger Caussimon, gravée pour la première fois sur disque 78 tours en 1950 par le duo Marc et André, puis enregistrée par Léo Ferré dans son premier album, paru chez Odeon en 1953. Caussimon l'interprète à son tour dans son premier album, en 1970 quand il se lance dans la carrière de chanteur.
Cette chanson est un des premiers succès d'estime de Léo Ferré. Elle a été abondamment reprise.

## Historique
Les paroles sont de Jean-Roger Caussimon, la musique de Léo Ferré. C'est la deuxième fois que les deux hommes collaborent après « À la Seine » (mis en musique par Ferré dès 1946 mais enregistré au disque en 1954 seulement - voir Le Piano du pauvre). Ils ne retravailleront ensemble qu'à partir de 1957, créant d'un même élan plusieurs chansons couronnées par le succès public du « Temps du tango ».
« Monsieur William » a été enregistrée par Ferré une première fois au piano en 1950 pour Le Chant du Monde, mais pour une raison inconnue cette version n'a jamais été publiée de son vivant.
On la retrouve interprétée sur scène dans Léo Ferré au cabaret Le Trou (1950), enregistrement publié sur le site des éditions La Mémoire et la Mer en 2018.

### Production

#### Version de 1950
- Piano : Léo Ferré
- Prise de son : ?
- Production exécutive : Yvette Loreille

#### Version de 1953
- Arrangements et direction musicale : Jean Faustin
- Musiciens non identifiés à ce jour
- Prise de son : ?
- Production exécutive : M. Dory

## Reprises
Cette chanson, d'abord créée au disque par Marc et André (1950), a été chantée notamment par Catherine Sauvage (1952), Les Frères Jacques (1953), Philippe Clay (1961), Serge Gainsbourg (1968), Barbara (1969), Jean-Roger Caussimon (1970), Philippe Léotard (1994), Guido Belcanto (1996, en Néerlandais), Michel Hermon (1998), Manu Lann Huel, Compagnie Jolie Môme (2001), Christophe Bell Œil (2003), Gianmaria Testa (2007), Jean Guidoni (2008), Bernard Lavilliers (2009), Annick Cisaruk (2010).